# Archidiocèse d'Uberaba
L'archidiocèse d'Uberaba (en latin, Archidioecesis Uberabensis) est une circonscription ecclésiastique de l'Église catholique au Brésil.
Son siège se situe dans la ville d'Uberaba, dans l'État du Minas Gerais.
Son archevêque est depuis 2012 Paulo Mendes Peixoto (pt).

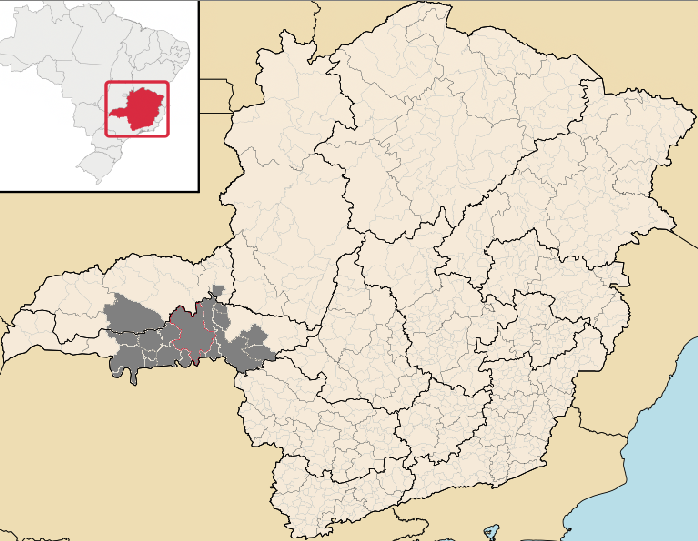
Archidiocèse d'Uberaba.
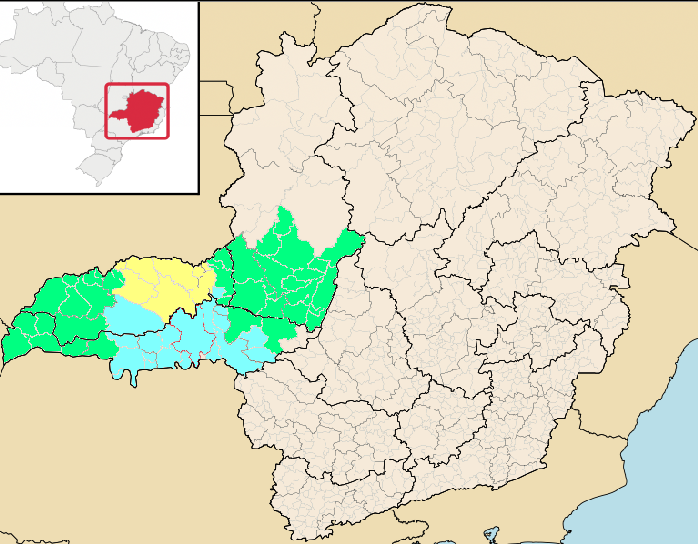
Province ecclésiastique d'Uberaba.
La Région de l'Est 2 de la Conférence nationale des évêques du Brésil (CNBB), composée de 28 diocèses dans l'État du Minas Gerais, et divisé en 7 provinces ecclésiastiques.
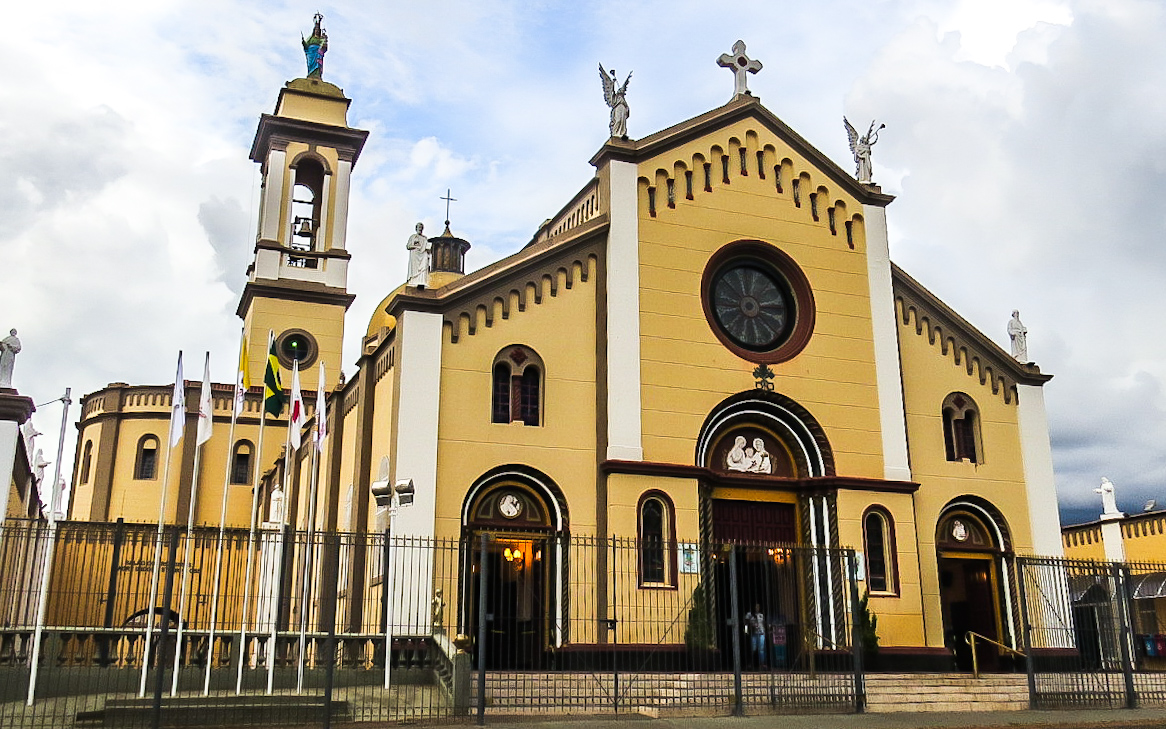
Sanctuaire Notre-Dame-de-l'Abbaye (Nossa Senhora da Abadia), patronne de la ville d'Uberaba. Dévotion à la Vierge Marie provenant du Nord du Portugal et vénérée principalement dans les États de Minas Gerais, Goiás, Mato Grosso do Sul, Tocantins et São Paulo.